# HAR (формат файлу)
Формат архіву HTTP або HAR — це формат файлу архіву у JSON стандарті для реєстрації взаємодії веб-браузера з сайтом. Загальним розширенням для цих файлів є .har.

## Підтримка
Формат HAR підтримується різними програмними засобами, зокрема:
- Чарльз Проксі (Charles Proxy)
- Скрипаль (Fiddler (software))
- Firebug
- Firefox
- Робочий стіл Fluxzy (Fluxzy Desktop)
- Хром
- Google Chrome
- HTTP Toolkit
- Internet Explorer 9
- Microsoft Edge
- Mitmproxy
- Листоноша (Postman (software))
- Proxyman [1]
- OWASP ZAP
- Сафарі
- HTTP Toolkit

## Дивіться також
- WARC

## Зовнішні посилання
- Make The Web Fast - The HAR Show: Capturing and Analyzing performance data with HTTP Archive format на YouTube
- Har viewer на YouTube